# Natalia Szeremietjewska
Natalia Szeremietjewska, Natalia Brasowa, Natalia Romanowska-Brasowa, ros. Княгиня Наталья Брасова (ur. 9 lipca 1880, zm. 26 stycznia 1952 w Paryżu) – rosyjska księżna, morganatyczna żona niedoszłego cara Rosji – Michała II Romanowa.
Urodziła się jako Natalia Siergiejewna Szeremietjewska - córka moskiewskiego adwokata, nie pochodziła z arystokracji. W wieku 16 lat poślubiła Siergieja Mamontowa, dyrektora teatru, z którym miała córkę, również o imieniu Natalia (nazywaną Tata). Natalia szybko rozwiodła się i wyszła ponownie za mąż. Jej drugim mężem został kapitan Włodzimierz Wulffert (ros. Вульферт), oficer służący w regimencie pod dowództwem wielkiego księcia Michała Aleksandrowicza Romanowa (1878–1918), brata cara Mikołaja II.
Natalia miała 27 lat, kiedy poznała wielkiego księcia Michała, i podobno oboje zakochali się w sobie od pierwszego wejrzenia. Wkrótce stali się kochankami i byli nierozłączni. Wielki książę napisał list do swojego brata-cara (jak było to wtedy w zwyczaju), w którym prosił o zgodę na poślubienie Natalii. Zgody tej jednak nie otrzymał, ponieważ Natalia była dwukrotną rozwódką, a w jej żyłach nie płynęła królewska krew. Michał, który w razie śmierci chorowitego następcy tronu – księcia Aleksego, zostałby kolejnym następcą tronu, straciłby wszelkie prawa do korony, żeniąc się bez carskiego pozwolenia. Michał i Natalia przez jakiś czas żyli więc ze sobą bez ślubu. 24 lipca 1910 urodził się ich syn – Jerzy (nazwany tak na cześć Jerzego Aleksandrowicza, starszego, zmarłego brata Michała).

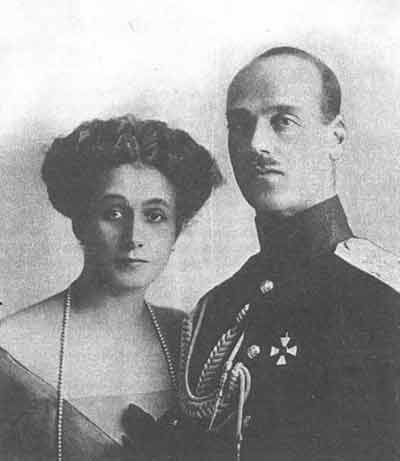
Natalia z wielkim księciem Michałem

Ostatecznie Michał zignorował zakaz cara i 15 października 1912 w Wiedniu poślubił w sekrecie Natalię. W efekcie oboje popadli w niełaskę i zostali wygnani do Wielkiej Brytanii.

## I wojna światowa
Po wybuchu wojny Michał zwrócił się do brata o pozwolenie powrotu do ojczyzny (z żoną i synem) i wstąpienia do rosyjskiej armii. Mianowany rosyjskim generałem poprowadził dywizję złożoną z Czeczenów i Dagestańczyków. Przyznanie mu niskiego jak dla wielkiego księcia stopnia generalskiego było karą za jego nieposłuszeństwo. Michał jednak wsławił się podczas walk i otrzymał najwyższe wojskowe odznaczenie – Krzyż św. Jerzego. W przeciwieństwie do Mikołaja II Michał był bardzo popularnym dowódcą. 
W marcu 1917 Mikołaj II abdykował na korzyść Michała, ale ten odmówił przyjęcia korony, dopóki nie pozna woli swoich poddanych. Po rewolucji Michał razem z rodziną został umieszczony w areszcie domowym w Gatczynie, następnie przeniesiono go do miasta Perm. Udało mu się wysłać Jerzego i Tatę do rodziny swojej matki, do Danii. Natalia również opuściła Rosję na rozkaz męża i udała się do Londynu, używając duńskiego paszportu. W lipcu 1918 w Permie Michał został zamordowany przez CzeKa.

## Emigracja
Początkowo żyła z dziećmi w Wielkiej Brytanii, potem przeniosła się do Francji. Na emigracji w 1928 uzyskała tytuł księżnej Romanowskiej-Brasowej.
W latach 20. i 30. Natalia próbowała sądownie dochodzić swoich praw do dawnego majątku Romanowów w Polsce, m.in. wystąpiła z roszczeniem dotyczącym tzw. Domu Księcia i „willi generalskiej” w Częstochowie. Do procesu jednak nie doszło, bo nie było jej stać na wpłacenie wadium. 
Natalia zmarła na raka w Paryżu 26 stycznia 1952 w strasznej biedzie. Została pochowana na Cimetière de Passy, obok syna Jerzego, który zginął w wypadku samochodowym 21 lipca 1931 w wieku 20 lat. 
Jej córka Tata (1903–1969), podobnie jak sama Natalia wychodziła za mąż kilka razy. W roku 1921, w wieku 18 lat mimo sprzeciwu matki poślubiła Vala Gielguda, przyszłego dziennikarza BBC. Rozwiodła się z nim w 1923, a w 1929 wyszła za mąż za Cecila Graya, kompozytora i krytyka muzycznego, któremu urodziła córkę Paulinę. Po kolejnym rozwodzie jej trzecim mężem został Michael Majolier, z którym miała drugą córkę – Aleksandrę (ur. 1934).